# Negyedik Evangjeli-kormány
A negyedik Evangjeli-kormány az 1912-ben függetlenné vált Albánia időrendben huszonegyedik (az ügyvezető kormányszerveket is számolva harminckettedik), 1933. január 11-e és 1935. október 16-a között hivatalban lévő, Pandeli Evangjeli vezette kormánya volt.
A kabinet egyik első feladata az iskolaállamosítás végrehajtása volt, amelyet később a közoktatási törvénycsomag kidolgozásával koronáztak meg. Ennek eredményeként bezártak vagy átszerveztek minden magán-, felekezeti és nemzetiségi iskolát, megszületett a tisztán állami fenntartású iskolahálózat. A lépés Olaszországot és Görögországot egyaránt felbőszítette, és a kormány 1935 derekán az Állandó Nemzetközi Bíróság döntése értelmében egyes iskolák újranyitására kényszerült.
Mindeközben ahogy a korábbi években is, az albán kormány előtt álló legfőbb feladat a rendkívül gyenge gazdaság lábraállítása és Olaszország pénzügyi segítség formájában érkező geopolitikai törekvéseinek elhárítása volt. 1933-ban jelentősen visszanyesték a költségvetési kiadásokat, a következő év elejére azonban az államkincstár gyakorlatilag kiürült. Eközben az olasz kormány tovább fokozta a nyomást, és a pénzügyi segítségért cserébe olyan kiváltságokat követeltek, amelyekbe I. Zogu és az Evangjeli-kormány Albánia függetlenségének elveszítése nélkül nem egyezhetett bele. Ehelyett Nyugat-Európában igyekeztek partnerségi együttműködést találni, sikertelenül, valamint a szomszédos balkáni országokkal kötött kereskedelmi egyezményekkel igyekeztek az albán gazdaság helyzetén javítani. Mussolini türelmét veszítve 1934 júniusában flottademonstrációt rendelt el, de az albánok a durrësi kikötőt „meglátogató” olasz hadihajók árnyékában sem fogadták el az olasz feltételeket. Az olasz kormány végül visszatért egy kevésbé militáns kommunikációhoz, és az 1935 derekán előterjesztett segélyegyezménytervükből az albán függetlenséget veszélyeztetendő olyan korábbi kitételek, mint a két ország vámuniója vagy külügyminisztériumaik egyesítése, eltűntek.
Az albán politikai életet azonban ekkor az 1935. augusztusi fieri felkelés rázta meg. A hamar levert lázadás szervezetlensége és csekély számú követői okán tényleges fenyegetést nem jelentett az államhatalomra. Az uralkodó és a kormány reakciója mégis a szélsőségesen heves megtorlás volt, a jogszerűtlen nyomozás és ítélkezés eredményeként félszáz emberre róttak ki halálos ítéletet. A hazai és nemzetközi felháborodás hullámait megszelídítendő I. Zogu 1935. október 16-án elfogadta Pandeli Evangjeli lemondását, és helyébe a Mehdi Frashëri vezette „reformkormányt” nevezte ki.

## Megalakítása és összetétele

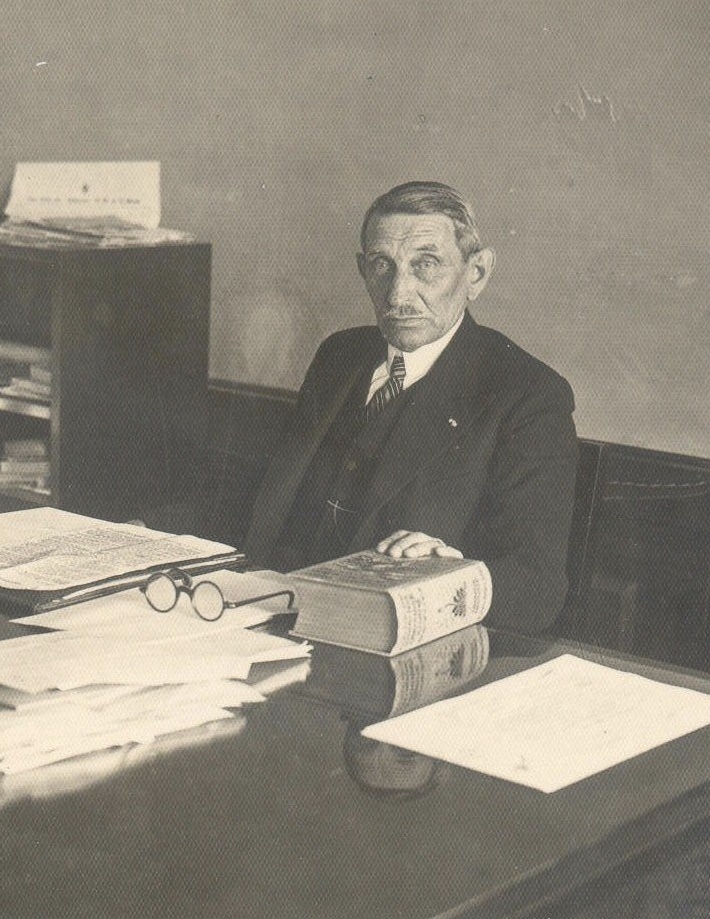
Evangjeli 1930-ban

Az albán–olasz viszony korábbi éveit sajátos macska-egér harc jellemezte. Ennek során az Albániában politikai és gazdasági hegemóniára törő, az albán gazdaságot az államcsődtől megmentő Olaszország a pénzügyi támogatásért cserébe egyre több jogot és privilégiumot követelt magának. A legutóbbi, 1932 decemberében megfogalmazott ultimátumukban megismételték korábbi, a két ország vám- és kereskedelmi uniójára vonatkozó követelésüket. I. Zogu albán király elutasította az ajánlatot, a harmadik Evangjeli-kormány azonban inkább az egyezség elfogadására hajlott volna. A közvélemény felzúdult, az albán érdekeket harcosabban védő, keményvonalas, nacionalista kormány felállítását követelte. Miután éppen ez időben zárult le az 1932-es nemzetgyűlési választás is, 1932. december 7-én Pandeli Evangjeli benyújtotta lemondását, kormánya feloszlott.
Egy hónapot kellett várni arra, hogy az uralkodó meghozza döntését az új albán miniszterelnök személyéről. 1933. január 11-én aztán meglepetésre ismét Pandeli Evangjelit bízta meg a kormányalakítással, a kormányfő egyúttal a nemzetgazdasági minisztérium ideiglenes vezetője is lett. Az új kabinetben a már az előző években is a belügyminiszteri pozíciót betöltő Musa Juka folytathatta a tárcavezetői munkát, egyébként a teljesen megújult kormánynévsorban csupa újonccal lehetett találkozni: a külügyminiszter Xhafer Vila, a pénzügyminiszter Abdurraman Dibra, a közmunkaügyi miniszter Sandër Saraçi, az oktatási miniszter Mirash Ivanaj lett, egy héttel később pedig Vasil Avrami is elfoglalta igazságügy-miniszteri tisztét. Dhimitër Beratti személyében 1934. június 15-én nevezték ki a kormány nemzetgazdasági miniszterét. Ivanaj 1935. augusztus 30-án lemondott tárcavezetői tisztségéről, ezt követően ügyvivőként Beratti vette át az oktatási minisztérium irányítását. Bár a kormány megújulni látszott, valójában továbbra is az uralkodó, I. Zogu politikájának végrehajtója volt. Egy korabeli feljegyzés szerint a tárcavezetők akár hetekre menően nem tartottak kormányülést, amikor pedig a király szabadságát töltötte, visszaérkezéséig elnapolták a döntéshozást.
| Az Evangjeli-kormány minisztertanácsának tagjai | Az Evangjeli-kormány minisztertanácsának tagjai | Az Evangjeli-kormány minisztertanácsának tagjai |
| Név                                             | Tisztség                                        | Hivatali idő                                    |
| ----------------------------------------------- | ----------------------------------------------- | ----------------------------------------------- |
| Pandeli Evangjeli                               | miniszterelnök                                  | 1933. január 11. – 1935. október 16.            |
| Pandeli Evangjeli                               | ügyvivő nemzetgazdasági miniszter               | 1933. január 11. – 1933. március                |
| Pandeli Evangjeli                               | ügyvivő közmunkaügyi miniszter                  | 1935. június 18. – 1935. október 16.            |
| Xhafer Vila                                     | külügyminiszter                                 | 1933. január 11. – 1935. október 16.            |
| Musa Juka                                       | belügyminiszter                                 | 1933. január 11. – 1935. október 16.            |
| Musa Juka                                       | ügyvivő nemzetgazdasági miniszter               | 1933. március – 1934. június 14.                |
| Vasil Avrami                                    | igazságügy-miniszter                            | 1933. január 17. – 1935. október 16.            |
| Abdurraman Dibra                                | pénzügyminiszter                                | 1933. január 11. – 1935. október 16.            |
| Mirash Ivanaj                                   | oktatásügyi miniszter                           | 1933. január 11. – 1935. augusztus 30.          |
| Sandër Saraçi                                   | közmunkaügyi miniszter                          | 1933. január 11. – 1935. június 18.             |
| Dhimitër Beratti                                | nemzetgazdasági miniszter                       | 1934. június 15. – 1935. október 16.            |
| Dhimitër Beratti                                | ügyvivő oktatásügyi miniszter                   | 1935. augusztus 30. – 1935. október 16.         |

## Tevékenysége

### Az oktatási reform

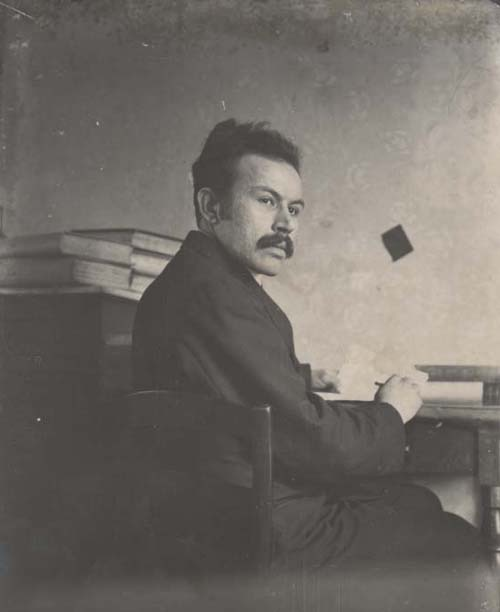
Mirash Ivanaj oktatási miniszter

A kormány oktatási minisztere, Mirash Ivanaj 1933 februárjában élénken belevetette magát a munkába, hogy az elődje, Hilë Mosi által 1932 szeptemberében tető alá hozott iskolaállamosítási törvényt végrehajtsa. Ivanaj 1933. április 22-én keresztülvitte a nemzetgyűlésen az 1928-as alkotmány módosítását, aminek eredményeként egyrészt kivették az alaptörvényből a felekezeti és magániskolák alapítási és működtetési jogát, csak az állami fenntartású iskolarendszert ismerték el, másfelől lehetővé tették, hogy következő lépésként a külföldi tulajdonú vagy szerkesztésű sajtótermékeket is betiltsák. Az alkotmány módosítása két nappal később, április 24-én lépett életbe. Országszerte hatvanhét magán- és felekezeti iskola zárta be a kapuit, köztük az észak-albániai ferencesek és jezsuiták huszonhét és a dél-albániai ortodoxok tíz tanintézete is, a korçai protestáns iskola és a tiranai zeneiskola, Albánia legpatinásabbnak számító alma materei is. Megkezdődött a külföldi fenntartású tanintézetek államosításának folyamata is, amelynek első áldozata az 1921-ben Tiranában alapított, nagy hírű Amerikai Szakiskola, valamint négy, az előző években szervezett olasz szakképzőintézet lett. Az aromán és szerb nemzetiségi iskolák albán tanári kart kaptak, a görög kisebbség számos iskoláját azonban bezáratták. Az Ivanaj vezette oktatási minisztérium által előkészített nemzeti közoktatási törvényt végül 1934. szeptember 26-án fogadta el az albán nemzetgyűlés. Általános tankötelezettséget vezettek be az általános iskola öt osztályáig, a tanítás nyelve pedig mindenütt az albán lett. Elrendelték az iskolaalapítást minden olyan településen, ahol az iskolaköteles gyermekek száma meghaladta a harmincat. Az állami tulajdonú és működtetésű, ingyenesen hozzáférhető és központi tanrend szerint működő iskolahálózat a középoktatás szintjén új iskolatípusokkal, szakipari és kereskedelmi intézetekkel bővült ki.
Bár a nemzeti oktatási rendszert megteremtő Mosi–Ivanaj-féle reformtörvény fő célja az volt, hogy az olaszokat megfossza albániai propagandatevékenységük egyik fő terepétől, az iskolától, végeredményben a nagyobb múltú intézetek bezárása vagy átszervezése, a külföldi pedagógusok leváltása kisebb káoszba taszította az egyébként sem rózsás helyzetű albán oktatásügyet. Az érintett államok és a nemzetközi közvélemény sem várt a reakciókkal. Olaszország válaszul hazarendelte pedagógusait és mintegy hetven, az albán hadseregben szolgáló katonatisztjét, az Amerikai Szakiskolát finanszírozó Amerikai Vörös Kereszt tiltakozásul szintén kivonult az országból. A görög kormány 1934 szeptembere és 1935 januárja között többször interpellált a Nemzetek Szövetségének tanácsánál, amelyben az albán kormányt a kisebbségi jogok eltiprásával vádolták. A testület a hágai Állandó Nemzetközi Bíróság hatáskörébe utalta a kérdést, amelynek tanácsa 1935. április 6-ai ítéletében 8:3-as többséggel elmarasztalta az albán kormányt az oktatási törvénycsomag iskolaállamosítási pontja, annak végrehajtása és a nemzetközi kisebbségvédelmi iránymutatások megszegése miatt. 1935. május 23-ára elkészült ajánlásaiban a testület elrendelte az albániai görög közösségek iskoláinak újranyitását, amit az Evangjeli-kormány júniusban rendeletileg újra lehetővé is tett.

### Az olasz hegemónia szorításában

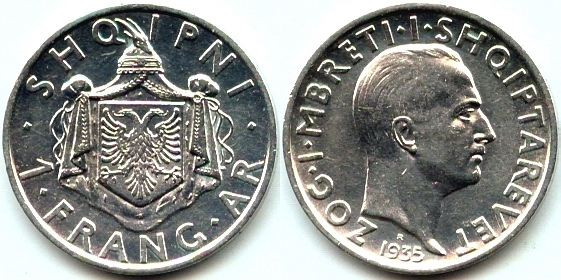
1935-ös kibocsátású albán aranyfrankos érme

A gazdasági helyzet jottányit sem változott, az olasz vámuniós törekvések és az ahhoz kapcsolt államközi segélyezés befagyasztása az államcsőd peremére taszította Albániát. 1933 januárjában az olasz kormány a további pénzügyi segélyezésért cserébe megismételte korábbi követeléseit: a két ország közötti vámunió, az albániai cukoripar, távíró- és villamoshálózat feletti monopólium, a brit csendőrtisztek leváltása olasz rendvédelmi tisztekkel, kötelező olasztanítás az albán iskolarendszerben, az olasz állampolgárok letelepedésének adminisztratív megkönnyítése. I. Zogu ismét elzárkózott az országa függetlenségét veszélyeztető ultimátumtól, helyette megszorításokat vezettek be. A költségvetés kiadási fejezeteit 28%-kal visszanyesték, a külügyminisztérium például elesett bevételei 50%-ától, több konzulátust bezárattak, a hadsereg költségvetését 4,4 millió aranyfrankkal megkurtították. A minisztériumok állományában dolgozó olasz szakértőket menesztették, I. Zogu saját jövedelme 50%-áról is lemondott. A köztisztviselők fizetését 30%-kal, a nemzetgyűlési képviselőkét és a havi 20 aranyfrank felett kereső állami alkalmazottakét 12,5%-kal csökkentették. Ez utóbbi azonban jobbára csak papíron valósult meg, a kincstár ugyanis gyakran négy-hat havi elmaradásban volt az állami fizetésekkel. Emellett megszigorították az adóbehajtási eljárásokat, ami katasztrofális következményekkel járt az egyébként is elszegényedett társadalmi rétegekre. A bajt a csapadékos ősz tovább tetézte, a betakarítás szinte lehetetlenné vált, a gazdasági épületekben tárolt korábbi termés egy része elrohadt vagy a medrükből kilépő folyók sodorták el. Az év során a búza és a kenyér ára több mint a duplájára nőtt. 1934 elejére minden igyekezet ellenére az albán államkincstár gyakorlatilag kiürült. Már a korábban kivételezett katonatisztek sem kapták meg zsoldjukat, a közbeszerzéseket és az állami kivitelezéseket leállították, a kiskereskedelmi forgalom drasztikusan visszaesett. A kevés viszonylagos jó hír egyike az volt, hogy az 1933-as évet Albánia a korábbi évekénél kisebb külkereskedelmi deficittel zárta: a 15,9 millió aranyfranknyi behozatal mellett az exportmérleg 5,7 millió aranyfrankkal zárult.
Az albán uralkodó szakértőivel még 1933 elején egy adósság-visszafizetési ütemtervet is előkészített, amelyben évi 1 millió aranyfrankos, de az évekkel 4%-os kamattal terhelt részleteket fizetett volna Olaszországnak tizenöt éven át, majd a tizenhatodik évtől 2,5 millió aranyfrankos részletekben törlesztette volna az adósságot. Az ajánlat azonban el sem jutott az olasz kormányig, miután Armando Koch tiranai követ a fennálló egyezség egyoldalú módosításaként értékelte a tervezetet. Az olaszok a tárgyalásoktól és a pénzügyi segély minden formájától elzárkóztak. Ugyanakkor hatalmas összeget, 2 millió fontsterlinget áldoztak albániai koncessziós olajmezőik fejlesztésébe, amelyek hozama reményeik szerint kielégítette volna az olasz belső piac igényeit.
1933 augusztusában az olasz kormány újabb jegyzékkel kereste fel albán politikai partnereit. Ebben megismételték korábbi követeléseiket, de a nyílt expanzió jeleként további, két független ország kapcsolatában meglehetősen szokatlan elemek is megjelentek a jegyzékben. Mussolini ragaszkodott hozzá, hogy az albániai hadi objektumokat az olasz hadügyminisztérium felvásárolhassa, így azok az olasz hadvezetés irányítása alá tartozzanak. Emellett arra kérték az albán politikai vezetést, hogy kormánypozíciókba csak olasz tanintézetben képzett személyt nevezzenek ki, valamennyi minisztériumhoz rendeljenek egy az olasz kormány által küldött vezető tanácsadót, az Evangjeli-kormány pedig helyezzen hatályon kívül minden Albánia és egy harmadik ország között korábban megkötött gazdasági-kereskedelmi egyezményt.
Az albán uralkodó és a kormány nem reagált azonnal, az előző években már megszokott taktikát választották: kisebb engedménytételeket követően a sarkalatos pontokat elutasították. 1933. augusztus 29-ei hatállyal minden albániai középiskolában kötelezővé tették az olaszoktatást, a kormány pedig bevezetett egy ösztöndíjkvótát, amelynek értelmében az állami ösztöndíjak 80%-a olaszországi továbbtanulásra különítendő el. Egyéb nem történt. Az albán vezetők nyugat-európai próbálkozásai, az Egyesült Királysággal, Franciaországgal, Belgiummal és Hollandiával köttetendő pénzügyi segélyegyezmények terve kudarcba fulladt. A legtovább még Franciaországgal jutottak a tárgyalások, de az 1934 májusára körvonalazódó egyezmény szellemisége semmivel nem volt kedvezőbb Albánia függetlenségére nézve, mint a már meglévő és megszenvedett olaszországi protektori törekvések.
A balkáni szomszédokkal való szorosabb együttműködés útja ugyanakkor megnyílott. Az albán vezetés még 1933 júniusában Görögországgal kötött kereskedelmi szerződést, 1933. december 20-án pedig a jugoszláv kormánnyal írtak alá külkereskedelmi egyezményt. Utóbbiban Jugoszlávia vállalta, hogy évi 2,6 millió aranyfrank értékű árut importál Albániából, míg az albán kormány engedélyezte jugoszláv bankok működését az országban. Attól azonban Albánia ódzkodott, hogy Olaszországot túlságosan felingerelje, ezért az 1934 februárjában megalakult balkáni egyezményhez végül nem csatlakozott, noha diplomatái részt vettek az előkészítő konferenciákon. 1934 májusában az albán és a jugoszláv kormány egy újabb együttműködési egyezményt írt alá. Ennek értelmében a két ország határán 15 kilométeres szélességű zónát hoztak létre, amely megkönnyítette a határ egyik oldalán rekedt lakosság számára a másik országban lévő hagyományos piachelyei felkeresését. A két ország között buszjáratokat is indítottak. Az albán–görög viszony ugyanakkor terheltnek volt mondható. A görögajkú albániai kisebbség iskoláinak államosítása még jó darabig, a görög nemzetiségi iskolák 1935. nyári újranyitásáig feszültséget okozott a két ország között.

### A durrësi incidens

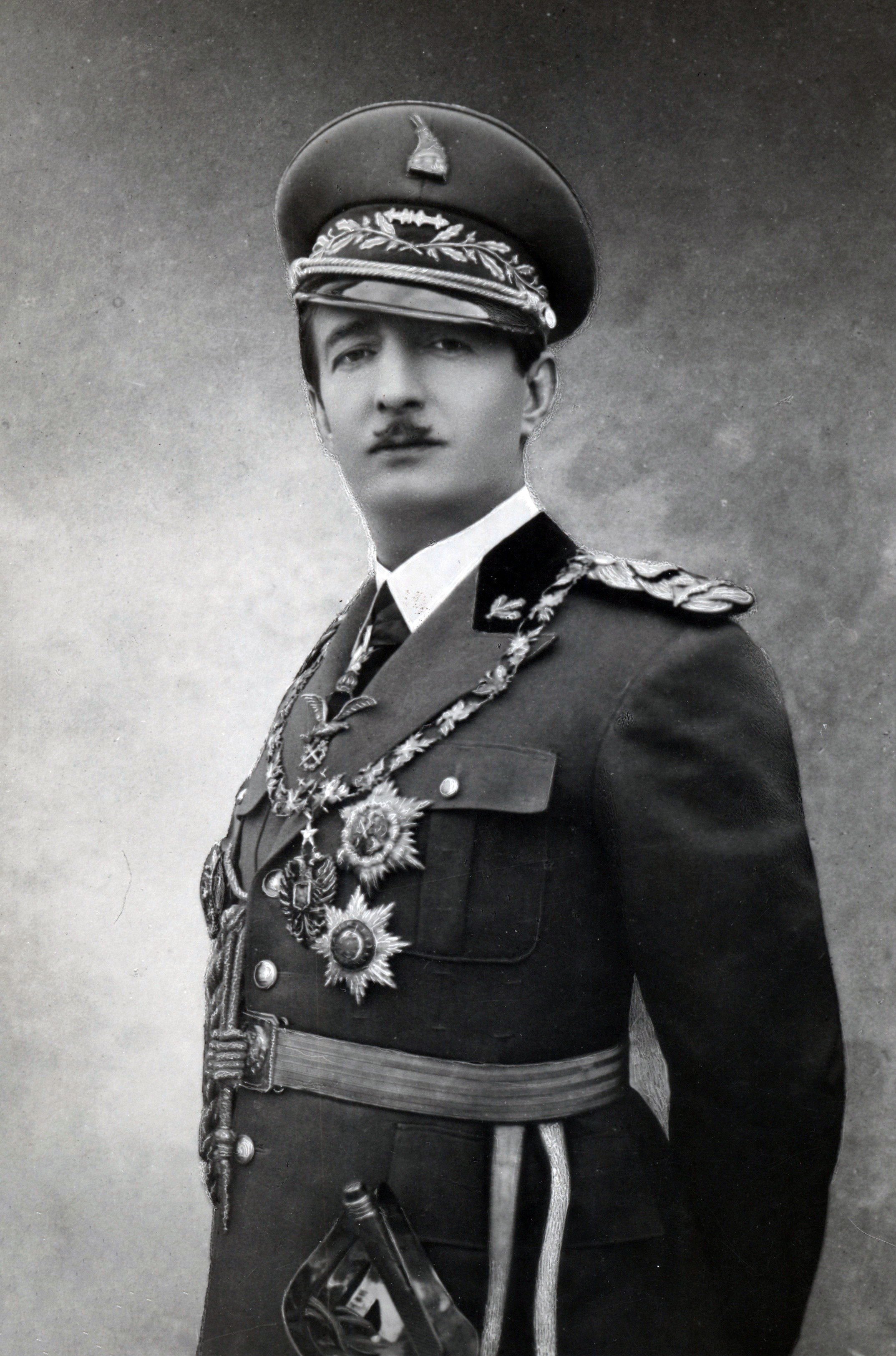
I. Zogu

1934 derekára az olasz kormány türelme elfogyott. 1934. június 23-án Mussolini parancsára az olasz adriai flotta hajóraja erődemonstrációt tartott az albán partoknál. Hat cirkáló és tizenhárom romboló hajózott be a durrësi kikötőbe az ilyenkor szokásos formaságok – előzetes figyelmeztetés és üdvözlés – nélkül. Az Evangjeli-kormány azonnal elrendelte a készültségi fokozatot. A hadsereg két zászlóalját a Durrëstől keletre fekvő Shijak határába vezényelték, ahol megkezdték a védművek kiépítését, a kikötővárosban lévő hadi felszerelést pedig Tiranába menekítették. A védekezés azonnali megkezdése lelkesedést váltott ki az albánokból, az olaszellenes érzelmek fokozódtak. Az albán külügyminiszter, Xhafer Vila tiltakozó jegyzéket küldött Armando Koch tiranai olasz követnek, aki azzal védekezett, hogy a flotta udvariassági látogatása szükségtelenné tette a baráti országok közötti formaságokat. A Durrësben partra szálló olasz tisztek szintén arra hivatkoztak, hogy az előzetes figyelmeztetés elmaradásával albán partnereiket a költséges fogadtatás fáradalmaitól kívánták megvédeni. Másnap, június 24-én az olasz flotta parancsnoka, Giuseppe Cantù tengernagy engedélyt kért néhány katonai és tengerészeti egység partra szállásához. A durrësi prefektus és a katonai parancsnok eleinte tiltakoztak, de miután Cantù biztosította őket baráti szándékairól, engedélyezték az olasz egységek partra szállását.
Az olasz kormányzati források eközben önellentmondásokba keveredve magyarázták a történteket. A római külügyminisztérium először arra hivatkozott, hogy Cantù magánakciójáról volt szó, a tengernagy nem kapott parancsot a Durrësbe hajózásra. Kevéssel később már azt állították, a látogatást régóta szervezték, de emberi mulasztás történt, a külügyminisztérium egyik munkatársa elfelejtette értesíteni az albán kormányzatot. Egy másik narratívában Koch követet tették felelőssé azért, mert nem továbbította a flottalátogatásról szóló diplomáciai táviratot Evangjeli kormányfőnek. A flottademonstráció mindenesetre meghiúsult, I. Zogu és az albán kormány nem esett pánikba a durrësi affértől, így az olasz hadihajók nagy része június 25-én elhagyta az albán vizeket. Az albán sajtóirodán keresztül az Evangjeli-kormány június 29-én cáfolta, hogy bármiféle előzetes tudomásuk lett volna az olasz flotta „látogatásáról”.
Az albán kormány heves tiltakozása ellenére azonban négy olasz hajó ezután is a kikötőben maradt, és csak július 3-án szánták el magukat a távozásra. Utóbb diplomáciai forrásokból derült ki, hogy miközben olasz hadihajók vesztegeltek a durrësi kikötőben, Koch olasz követ a pénzügyi tárgyalások azonnali folytatását követelte Vila albán külügyminisztertől, valamint hogy engedélyezzék a korábban bezárt iskolák újranyitását, fogadják vissza a korábban kiutasított olasz katonai szakértőket és tanárokat. Az Evangjeli-kormány visszautasította a kérést, és hevesen tiltakozott amiért egy baráti ország hadihajók árnyékában kényszeríti őket az ország szempontjából nagy súlyú kérdések tisztázására.
A fenyegetőzés mégis hatott. Az olasz és az albán kormány között a diplomáciai csatornák megkerülésével, civil közvetítők útján lezajlott egyeztetéseket követően 1934 augusztusában Pompeo Aloisi korábbi tiranai követ, ez idő tájt a Nemzetek Szövetségébe akkreditált olasz követ egy jegyzéket juttatott el I. Zogu hadsegédjéhez, Zef Serreqihez. Ez voltaképpen a korábbiaknál is keményebb feltételeket támasztó olasz ultimátum volt. Az új követelések között szerepelt az önálló albán külügyminisztérium megszüntetése, a durrësi hadi kikötő és a tiranai légi támaszpont átengedése, az albán hadsereg és csendőrség szervezeti egyesítése olasz kiképzőtisztek irányításával, harmadik országbeli szakértők kiutasítása Albániából. Cserébe a következő tíz évre elengedték volna az albán államadósság visszafizetését, és a mezőgazdaság fejlesztésére 40 millió aranyfranknyi kölcsönt ajánlottak fel. Az albán uralkodó határozottan visszautasította az ultimátumot. Az elkövetkező hónapokban Koch tiranai olasz követ és Vila albán külügyminiszter között még folytak az egyeztetések az olasz és katolikus iskolák újranyitásáról, de végül minden érdemi eredmény nélkül zárultak.
1934. szeptember 17-én Albánia és a Szovjetunió között diplomáciai kapcsolat létesült. Az albán remények szerint a nagy kelet-európai birodalommal való szorosabb kapcsolat a végletesen elmérgesedett albán–olasz viszony pénzügyi alternatívájaként szolgált volna. 1934 végén I. Zogu sajtónyilatkozataiban optimizmusának adott hangot, miszerint az elmúlt időszakban sikeresen megerősítették a jó szomszédi kapcsolatokat más balkáni országokkal. Szavait az elmúlt év utáni javulást követően még kisebb külkereskedelmi deficittel zárt 1934-es év mérlege látszott igazolni, jóllehet az import és export volumene egyaránt csökkent a korábbi évekéhez képest: a 12,3 millió aranyfranknyi behozatal mellett 5,5 millió aranyfranknyi export állt a mérlegben.
Az albán fél eltökéltsége végül hatott, Mussolini és az olasz kormány kommunikációjából 1934 végére eltűntek a korábbi időszak militáns fordulatai. Éppen amikor Albánia és Jugoszlávia között megindultak az egyeztetések egy jugoszláv kölcsönről, Olaszország 1935 januárjában 3 millió aranyfrankos kötetlen felhasználású, vissza nem térítendő segélyt bocsátott az albán kormány rendelkezésére. Az albán–jugoszláv tárgyalásokat felfüggesztették, a váratlan bevételből pedig kifizették a közszféra hat hónapja bérüket váró dolgozóit. 1935 júniusában a diplomáciai irányvonal megváltozásának jeleként Mario Indelli személyében új olasz követ adta át megbízólevelét az albán kormánynak. Hivatala elfoglalását követően hazája nevében új együttműködési tervezetet ismertetett az albán politikai vezetéssel. Ebben nem ismételték meg az előző évi ultimátum néhány erősebb kitételét, mint amilyen a két ország közös külügyminisztériuma volt, de továbbra is ragaszkodtak az olasz és egyes katolikus tanintézetek újranyitásához, az olasz állampolgárok letelepedésének liberalizálásához, egy olasz tangazdaság létesítéséhez Durrës mellett, valamint ahhoz, hogy Albánia a durrësi hadi kikötőt – ezúttal „csupán” negyven évre – átengedje az olasz hadi tengerészetnek. Cserébe ötéves moratóriumot hirdettek volna az albán államadósság törlesztésére, és minden évben albániai koncessziós kőolajmezőik után 2 millió aranyfrank előleget, 6,5 millió aranyfrank költségvetési hozzájárulást, valamint egy egyszeri 8 millió aranyfrankos pénzügyi segélyt bocsátottak volna az albán kormány rendelkezésére. I. Zogu és az albán kormány az újólagos teljes pénzügyi függés elfogadása vagy az egyértelmű kenyértörés helyett ezúttal is az időhúzás politikáját választották, egyedül az iskolák újranyitására bólintottak rá.

### A fieri felkelés

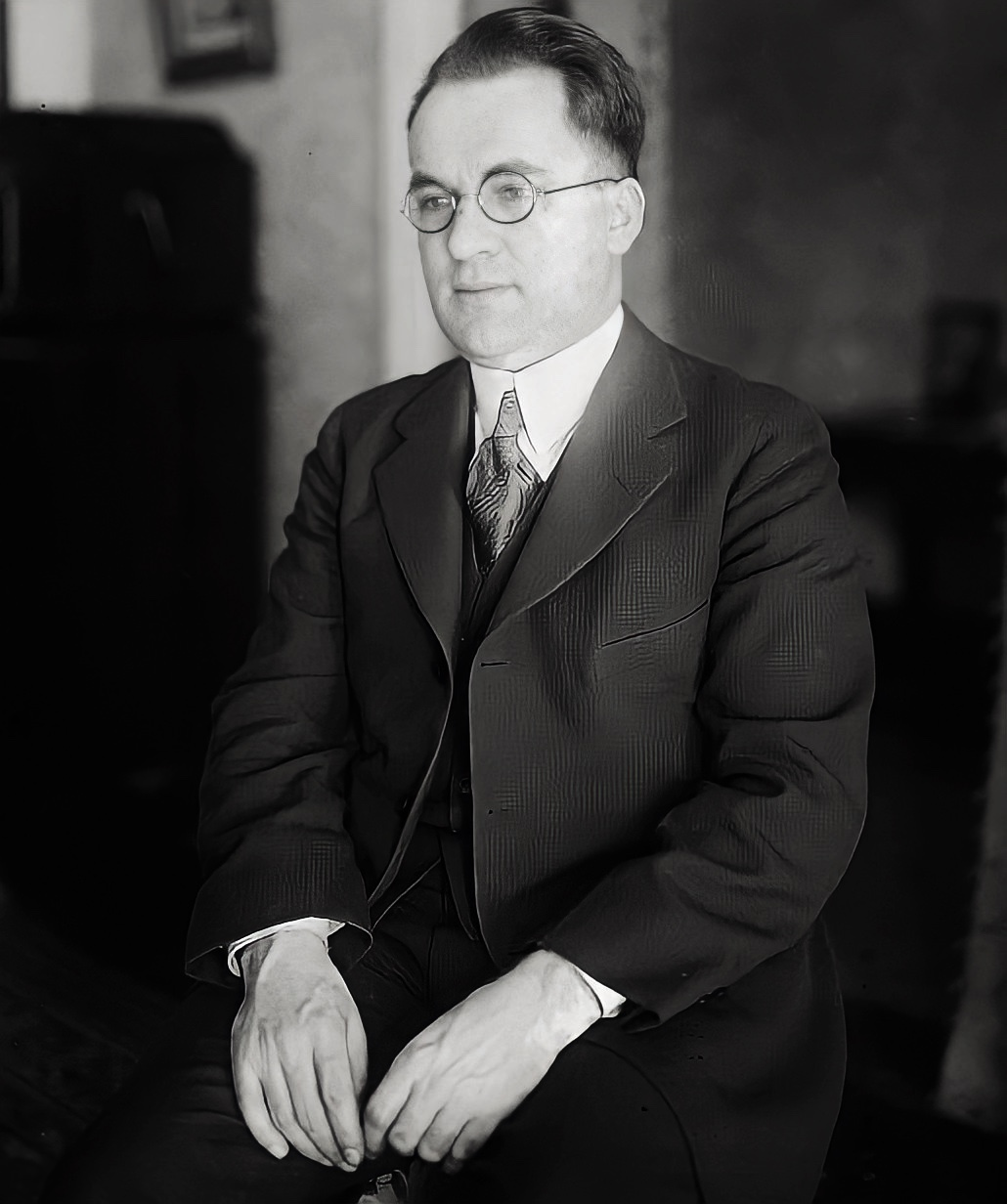
Kostandin Çekrezi 1922-ben

I. Zogu és kormányai politizálásával szemben már az előző években fokozatosan nőtt az elégedetlenség. Az ellenzéki hangokat elnyomó keménykezű hatalomgyakorlás mellett a fasiszta Olaszország fokozatos albániai térnyerése aggasztotta leginkább a másként gondolkodókat. 1934 áprilisában volt albán katonatisztek titkos szervezetet alapítottak, céljukul I. Zogu trónfosztását és az olasz befolyás elleni küzdelmet tűzték ki. A még előző év szeptemberében Korçában Munka (Punë) néven megalakított kommunista csoport tagjai 1934 augusztusában úgy döntöttek, hogy csatlakoznak a Zogu-ellenes szervezkedéshez. Az így megerősödött szervezet programpontjai közé a fasiszta Olaszországgal való teljes szakítás, a (nép)köztársasági államforma bevezetése, az országot kizsigerelő monopóliumok és koncessziók eltörlése, a politikai foglyok szabadon bocsátása tartozott. 1934 során nem csak Albániában, de a szomszédos országokban is lábra kapott a híresztelés, amely szerint a háttérben az olasz kormány szítja az albán uralkodó elleni elégedetlenséget, hogy így erősítse pozícióit. A külföldi sajtóban megerősítetlen és később hivatalosan cáfolt hírek jelentek meg a Zogu ellen végrehajtott merényletkísérletekről, lázadásokról, forradalmakról, és a kormányzat kemény válaszlépéseiről. 1934 végén az uralkodó korábbi, addigra kegyvesztett szövetségese, Muharrem Bajraktari valóban lázította Északkelet-Albánia lakosságát az uralkodó és politikaielvbarátai ellen, de szervezkedése valós veszélyt nem jelentett a kormány pozícióira. A kormány magabiztosságát jelezte, hogy 1935. február 13-án amnesztiát hirdettek az 1932-es „összeesküvés” elítéltjeinek, a halálos ítéleteik végrehajtására várók büntetését pedig életfogytiglani szabadságvesztésre változtatták.
Az amnesztia jóvoltából szabadult ki börtönéből az a Kostandin Çekrezi is, akinek vezetésével 1935. augusztus 14-én a közép-albániai Fier városában felkelés tört ki. A lázadást nem készítették elő gondosan, eseményeit sokkal inkább a véletlenek összejátszása szülte. Çekrezi és társai az uralkodó és a kormány politikáját, Olaszország albániai térnyerését jelölték meg elégedetlenségük és a felkelés indítékául. Történészi feltevések szerint az sem zárható ki azonban, hogy éppen az olaszok szították a lázadást, az államrend felbomlásával igazolandó esetleges válaszlépésüket: Albánia gyarmatosítását. A felkelők hirtelen ötlettől vezérelve meg is indultak a főváros felé, de Lushnjánál a helyi csendőrség tűzpárbajban feltartóztatta őket. A kormányerők másnap, október 15-én leverték a felkelést. Noha a fieri lázadás semmilyen formában nem jelentett tényleges veszélyt az államhatalomra, Musa Juka belügyminiszter irányítása alatt a megtorlás gépezete beindult. Összesen 539 ellenzékiségéről ismert személyt helyeztek vád alá, a fieri hadi törvényszék érdemi nyomozati munka nélkül, a vádlottaktól megtagadva a vádlottak védelemhez való jogát augusztus 24-én hozta meg ítéleteit. A felkelők közül ötvenhármat halálra ítéltek, de miután a nemzetközi szervezetek és egyes államférfiak hevesen bírálták az albán kormányt a jogellenes eljárásért, egy hónappal később büntetésüket életfogytiglani szabadságvesztésre változtatták. A fieri perek lezajlása után a lakosság elrettentéséül – a kormány és a vezérkar megkerülésével – I. Zogu elrendelte a hadsereg mozgósítását. Az uralkodóhoz lojális sajtó a külső ellenséget kereste a fieri események mögött, a kommunistákat vádolta a felkelők felbujtásával.

## Feloszlása
Noha a fieri felkelésre adott, végletesen aránytalan megtorlások felháborították a lakosságot, a közvélemény a Juka belügyminiszter kivételével vétlen kormányt tette értük felelőssé. 1935. október 16-án Pandeli Evangjeli – napra pontosan tizennégy évvel azután, hogy első ízben esküdött fel Albánia miniszterelnökeként – beadta lemondását, amit I. Zogu még aznap elfogadott, így a kabinet feloszlott. Hat nappal később, október 22-én Mehdi Frashëri kabinetje kezdte meg működését. Lecsendesítendő az elégedetlenkedőket, I. Zogu az Evangjeli-kormány egyetlen tárcavezetőjének sem adott esélyt a folytatásra. Az albán közbeszédben „a fiatalok kormányaként” (albán qeveria e të rinjve) elhíresült, Frashëri miniszterelnök kivételével a politikai életből alig ismert tagokból álló új kabinet a reformok ígéretével kezdte meg a munkát.